# USS LST-222
O USS LST-222 foi um navio de guerra norte-americano da classe LST que operou durante a Segunda Guerra Mundial.